# Come tu mi vuoi
Pour plus de détails, voir Fiche technique et Distribution.
Come tu mi vuoi est un film  italien réalisé par Volfango De Biasi sorti en 2007. Cristiana Capotondi et Nicolas Vaporidis qui y jouent étaient déjà apparus ensemble dans le film Notte prima degli esami.

## Synopsis
Étudiante studieuse, garçon riche gâté. Comédie romantique sur le thème du vilain petit canard,.

## Fiche technique
- Titre original : Come tu mi vuoi
- Réalisation : Volfango De Biasi
- Sujet : Volfango De Biasi, Gabriella Tomassetti
- Scénario : Volfango De Biasi, Gabriella Tomassetti, Alessandra Magnaghi, Tiziana Martini
- Producteur : Claudio Saraceni, Jacopo Saraceni, Federico Saraceni
- Maison de production : Medusa Film, IdeaCinema en collaboration avec Sky
- Distribution en italien : Medusa Distribuzione
- Photographie : Giovanni Canevari
- Montage : Stefano Chierchiè
- Musique : Michele Braga
- Décor : Giuliano Pannuti
- Costumes : Monica Celeste
- Maquillage : Martina Cossu, Maria Sansone
- Durée : 107 min
- Rapport : 1,85:1
- Genre : comédie sentimentale
- Pays de production :  Italie
- Année : 2007

## Distribution
- Cristiana Capotondi : Giada
- Nicolas Vaporidis :  Riccardo
- Giulia Steigerwalt :  Fiamma
- Niccolò Senni :  Loris
- Elisa Di Eusanio  :  Sara
- Paola Carleo :  Alessia
- Paola Roberti : Katia
- Marco Foschi :  Hermes
- Roberto Di Palma  : Peppe
- Luigi Diberti : Giuseppe
- Ludovica Modugno